# Daffodil Society

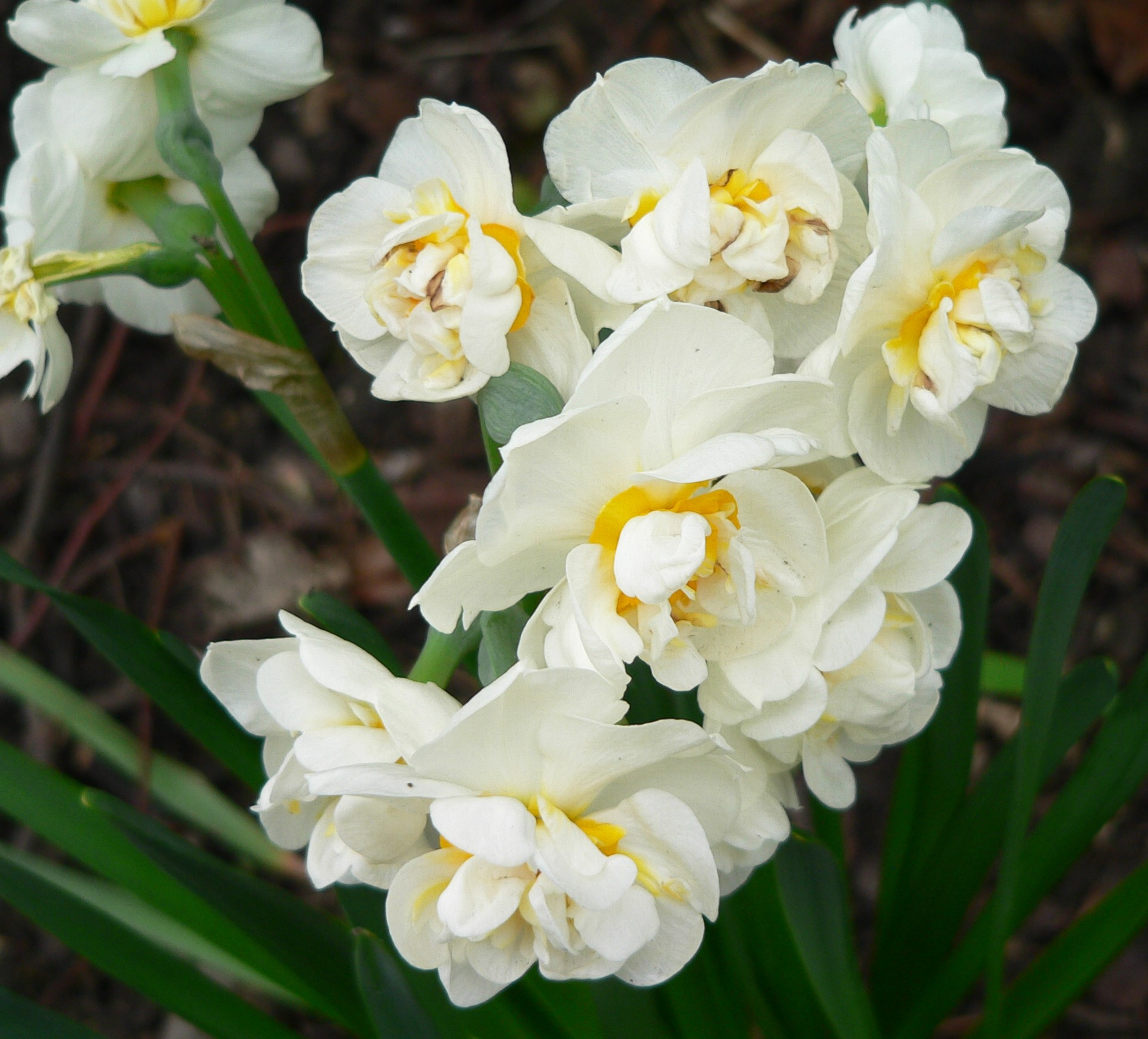
Narzisse 'Bridal Crown' – eine gefüllte Narzissensorte

Die Daffodil Society ist weltweit die älteste Institution, die sich für die Zucht von Narzissen engagiert. Ihr Ziel ist die Förderung der Narzissenzucht. Sie wurde 1898 in Birmingham gegründet. Neue Zuchtsorten werden allerdings nicht bei dieser Institution registriert, sondern bei der Royal Horticultural Society, die ihren Sitz in London hat. Heute gehören in Großbritannien mehr als 100 Gesellschaften dieser Institution an.
Die Daffodil Society veranstaltet jährlich in Warwick eine Show, auf der besonders attraktive Narzissen mit Preisen ausgezeichnet werden. Ihr US-amerikanisches Pendant ist die American Daffodil Society. Ein vergleichbares deutsches Pendant existiert nicht.